# Balthazar (serie televisiva)
Balthazar è una serie televisiva francese creata da Clothilde Jamin e Clélia Constantine. È andata in onda in Belgio dal 20 novembre 2018 su La Une, mentre in Francia dal 6 dicembre 2018 su TF1. La serie è stata rinnovata per una quinta e ultima stagione, trasmessa nel 2023.
In Italia, le prime tre stagioni della serie sono andate in onda dal 13 giugno 2019 al 28 gennaio 2021 su Fox Crime. Dalla quarta è trasmessa su Sky Investigation. In chiaro, va in onda dal 6 dicembre 2020 su Giallo.

## Trama
Il dottor Raphaël Balthazar è un medico legale affascinante, intelligente, brillante nel lavoro, ma con un carattere assolutamente esasperante. Forte di queste qualità sfida spesso il sistema delle regole imposte dalla società. Per Hélène Bach, capitano della polizia, non è facile lavorare con Raphaël. Tuttavia, deve trovare il modo di farlo perché solamente unendo le forze possono pensare di riuscire a risolvere il caso di omicidio complicato che si presenta alle autorità.
Amante degli sport estremi, Raphaël si distingue per un'altra particolarità, la sua vettura personale: per muoversi usa (nella prima serie) una Alpine Renault A 110, sportiva francese degli anni '70.

## Episodi
| Stagione         | Episodi | Prima TV originale | Prima TV Italia |
| ---------------- | ------- | ------------------ | --------------- |
| Prima stagione   | 6       | 2018               | 2019            |
| Seconda stagione | 10      | 2019               | 2020            |
| Terza stagione   | 8       | 2020               | 2021            |
| Quarta stagione  | 8       | 2022               | 2022            |
| Quinta stagione  | 6       | 2023               | 2023            |

## Personaggi e interpreti

### Personaggi principali
- Dottor Raphaël Balthazar (stagione 1-5), interpretato da Tomer Sisley
- Hélène Bach (stagioni 1-3), interpretata da Hélène de Fougerolles
- Jérôme Delgado (stagione 1-5), interpretato da Yannig Samot
- Fatim Saghi (stagione 1-5) interpretata da Philypa Phoenix
- Camille Coste (stagione 4-5), interpretata da Constance Labbé
- Eddy Druhot (stagione 1-5), interpretato da Côme Levin
- Antoine Bach (stagioni 1-2, guest 3),interpretato da Aliocha Itovich
- Lise Castel (stagione 1-5), interpretata da Pauline Cheviller

### Personaggi secondari
- Hugo Bach, interpretato da Gabriel Caballero
- Manon Bach, interpretata da Aminthe Audiard
- Robert Sarlat, interpretato da Michaël Erpelding

## Produzione

### Sviluppo
La TF1 ha ordinato due episodi prima di prolungare la stagione con altri quattro episodi.
Il 21 dicembre 2018, TF1 ha rinnovato la serie per una seconda stagione, composta da dieci episodi.
Il 28 novembre 2019, TF1 ha rinnovato la serie per una terza stagione, composta da otto episodi. 
Il 19 dicembre 2020, TF1 ha rinnovato la serie per una quarta stagione, composta sempre da otto episodi. in onda nel 2021.
Il 20 febbraio 2022 è stata annunciata una quinta e ultima stagione, trasmessa nel 2023 e composta da sei episodi conclusivi.

### Riprese
Le riprese della seconda stagione sono iniziate il 18 febbraio 2019.

## Accoglienza
Secondo le recensioni degli spettatori di AlloCiné, la serie ha ricevuto una valutazione media di 3,3 su 5 stelle.
La rivista belga Moustique dà una critica molto positiva alla serie: "Tomer Sisley incarna brillantemente un patologo che non si occupa delle convenzioni. Gustoso". Il giornalista paragona il duo formato da Raphael Balthazar e Hélène Bach a quello formato da Teresa Lisbon e Patrick Jane nella serie statunitense The Mentalist.